# 제14기 최고인민회의 대의원 선거
제14기 최고인민회의 대의원 선거는 2019년 3월 10일에 열린 조선민주주의인민공화국의 14대 최고인민회의 선거다.

## 결과
| 정당           | 의석 수 |
| -------------- | ------- |
| 조선로동당     |         |
| 조선사회민주당 |         |
| 천도교청우당   |         |
| 조총련         |         |
| 기타           |         |
| 합계           | 687석   |

## 상세
김정은이 제13기 최고인민회의 선거와 같이 불출마하였으며, 김여정이 대의원에 출마하여 당선되었다. 총 대의원 687명을 선출되었으며, 13기 대의원 중 340명 정도가 교체되었으며, 외교관 출신인 리용호, 지재룡, 최선희 등이 명단에 이름을 올렸다.